# 短棘鰏
短棘鰏（学名：Leiognathus equulus），又稱狗腰鰏，俗名金錢仔，為鰏科鰏屬的其中一個種。

## 分布
本魚分布於印度太平洋區，包括東非、馬達加斯加、模里西斯、塞席爾群島、亞丁灣、紅海、馬爾地夫、巴基斯坦、印度、斯里蘭卡、孟加拉灣、安達曼海、泰國、越南、馬來西亞、柬埔寨、台灣、中國沿海、日本、韓國、菲律賓、印尼、澳洲、新幾內亞、馬里亞納群島、馬紹爾群島、帛琉、密克羅尼西亞、所羅門群島、諾魯、新喀里多尼亞、法屬波里尼西亞、夏威夷群島、吉里巴斯、薩摩亞群島、東加、吐瓦魯、加利福尼亞灣、加拉巴哥群島、厄瓜多、巴拿馬等海域。该物种的模式产地在红海。

## 深度
水深10至110公尺。

## 特徵
本魚頭部無鱗；口閉合時下頜向上呈35°~45°之斜角。頭背之輪廓圓形，吻端截平，眶間隔凹入。標準體長為體高1.7至2倍。口裂與眼之下緣下方在同一水平線上。後頭部無顯著黑斑。硬棘部無黑斑。體呈銀白色。背鰭硬棘8枚、軟條15至16枚；臀鰭硬棘3枚、軟條13至14枚。體長可達25公分。

## 生態
本魚屬於沿岸沙泥底質肉食性魚類，大都棲息於淺海域，但有時會進入河口區，以無脊椎動物為食。

## 經濟利用
屬於中型食用魚，味美且肉較多，紅燒、煮清湯皆適宜。